# Thomas Kugler
Thomas Kugler (1998) è un giocatore di football americano tedesco, di ruolo safety.
Ha giocato fino al 2018 agli Allgäu Comets ed è successivamente passato Tirol Raiders, prima nel campionato austriaco e poi nel campionato semiprofessionistico ELF

## Palmarès
- Austrian Bowl (Tirol Raiders: 2019, 2021)
- CEFL Bowl (Tirol Raiders: 2019)
- ECTC Championship Game (Tirol Raiders: 2019)